# Treehouse of Horror XV
«Treehouse of Horror XV» (рус. Маленький домик ужасов на дереве 15) — первая серия шестнадцатого сезона «Симпсонов». Как и всякий хэллоуинский спецвыпуск, не является «канонической» и состоит из трёх частей.

## Сюжеты

### «The Ned Zone»
(рус. Зона Неда», в переводе РЕН - ТВ "Нед сказал нет").
Гомер пытается сбить свой попавший на крышу дома фризби шаром для боулинга, но шар, отскочив от каминной трубы, падает на Неда Фландерса, из-за чего у того случается сотрясение мозга. В больнице у Неда случается видение: он видит, как доктор Хибберт падает из окна и разбивается. Это видение тут же осуществляется — по просьбе Гомера доктор Хибберт высовывается в окно и вываливается из него. Позже аналогично Нед предвидит гибель Ганса Молмана — он падает в канализационный люк с крокодилами. Таким образом, Нед осознает, что получил дар предсказания несчастных случаев.
По просьбе Гомера Нед предсказывает его смерть. Это видение ужасает Неда: он видит, что Гомер погибает от огнестрельных ранений, которые наносит ему он сам, Нед Фландерс. В шоке Нед пытается обмануть Гомера, но позже обман раскрывается. К варианту, что его убьет Нед Фландерс, Гомер относится с насмешкой: «Слишком крупная дичь для первого раза» — заявляет он. Он даже пытается спровоцировать Неда на выстрел, но тот усилием воли отбрасывает пистолет в газонокосилку, которая разламывает его. Тотчас же Нед видит новое видение: в нём Гомер погибает от того, что своими некомпетентными действиями вызывает на спрингфилдской АЭС ядерный взрыв, который вызовет гибель Спрингфилда. Он рассказывает это Ленни и Карлу, на что Карл ему отвечает, что все не безгрешны.
Нед пытается отговорить Гомера ехать на работу, но безуспешно — ведь в тот день был день рождения Ленни. На работе Гомер ест праздничный пирог в комнате с кнопкой «взрыв реактора». Нед по домофону обращается к Гомеру с предостережением, чтобы тот не нажимал эту кнопку, однако из-за нестабильной работы домофона Гомер понимает просьбу Неда прямо противоположным образом. Видя, что Гомер вот-вот нажмет на кнопку, Нед выхватывает у охранника пистолет и стреляет в Гомера (из-за чего первое предсказание сбывается). Убитый Гомер падает на пульт рядом с кнопкой и в агонии нажимает её языком. Последовавший за этим ядерный взрыв стирает с лица земли город Спрингфилд со всеми его жителями (из-за чего второе предсказание сбывается).
Гомер с Недом становятся ангелами и попадают на небо, где их встречают Мардж с детьми, а также Бог, наконец возвращающий Гомеру его фризби.

### «Four Beheadings and a Funeral»
(рус. Четыре обезглавливания и одни похороны)
В 1890 году в Лондоне происходит череда убийств проституток, совершенных загадочным «убийцей с бакенбардами». Расследование ведет некомпетентный следователь Скотланд-Ярда Клэнси Виггам, также этим делом заинтересовывается знаменитый детектив Элиза Симпсон (Лиза) и её помощник доктор Бартсон (Барт). Осмотрев орудие преступления (редкий восточный кинжал), Элиза и Бартсон устанавливает его владельца — миллионера Эбенезера Бёрнса (Монтгомери Бёрнс), которого они находят в опиумной курильне. Он заявляет, что продал свои кинжалы, чтобы купить опиум. Тогда у следствия появляется новый подозреваемый — Гомер. После поимки его собираются вешать, но в этот момент Элиза указывает на истинного убийцу — Клэнси Виггама, опознанного ей по запаху пирога из угря, который тот оставил на кинжале. Разоблаченный Виггам пытается скрыться на воздушном шаре, но его таранит летающая тарелка на паровой тяге Кэнга и Кодос, которые комментируют это: «неплохо — их воздушный флот погиб!».
Позже выясняется, что вся эта история — видения обкурившегося опиумом Ральфа Виггама.

### «In the Belly of the Boss»
(рус. В желудке у босса)
На научной выставке профессор Фринк демонстрирует машину, способную уменьшать предметы. В качестве примера он уменьшает гигантскую пилюлю, излечивающую от всех болезней, до размера, позволяющего проглотить её. Тут же Монтгомери Бёрнс её глотает. К несчастью, перед процедурой уменьшения внутрь пилюли незамеченной пробралась Мэгги, и теперь она, уменьшившись вместе с пилюлей, находится внутри мистера Бёрнса.
Для спасения Мэгги профессор Фринк уменьшает Симпсонов и отправляет их на летательном аппарате внутрь мистера Бёрнса. Там они находят и спасают Мэгги, но из-за увеличения массы (от взятой на борт Мэгги) летательный аппарат не может двигаться наружу. Тогда Гомер остается внутри своего босса, давая остальным возможность улететь.
В желудке у Бёрнса Гомер находит зефир и съедает его. Из-за этого он самопроизвольно возвращается в свои естественные размеры прямо внутри организма Бёрнса. Оба вынуждены привыкать к такому сосуществованию, пока Гомер не придумает, как освободиться.

## Культурные отсылки и факты
- Оттиск логотипа «XV» в названии серии — отсылка к фирменному стилю компании «Mark VII Limited».
- Получивший дар предвидения Нед — пародия на роман «Мертвая зона».
- Помимо гибели людей, Нед также смог предвидеть закрытие мюзикла Рози О’Доннел, прокомментировав это: «ну, для такого предвидения особый дар не нужен».
- Название второй истории — отсылка к фильму «Четыре свадьбы и одни похороны», а сюжет — к истории «Джека Потрошителя» и историям о Шерлоке Холмсе.
- Песня в конце серии — «I’ve Got You Under My Skin» Фрэнка Синатры.
- Когда Симпсонов уменьшили и отправили на летающем аппарате, прямая отсылка к фильму «Внутреннее пространство».
- В заставке Gracie Films женщина кричит голосом Гомера.